# داستان دو شهر (فیلم ۱۹۱۷)
داستان دو شهر (انگلیسی: A Tale of Two Cities) فیلمی به کارگردانی فرانک لوید است که در سال ۱۹۱۷ منتشر شد.